# David Burtka
David Burtka (Dearborn, 29 maggio 1975) è un attore e cuoco statunitense.

## Biografia
Nato a Dearborn e cresciuto a Canton (Michigan), si laurea all'Università del Michigan e continua i suoi studi artistici alla William Esper Studios di New York. Tra la fine degli anni novanta e l'inizio dei duemila intraprende la carriera di attore teatrale. Nel 2001 interpreta il ruolo del "Boy" nella prima statunitense Off-Broadway di The Play About the Baby vincendo un Clarence Derwent Award come più promettente interprete maschile. Debutta a Broadway nel 2003 nel revival Gypsy nella parte di Tulsa e interpreta Matt nel musical The Opposite of Sex, ruolo che riprende anche nel 2006.
Nel 2002 esordisce in televisione in un episodio della serie televisiva West Wing - Tutti gli uomini del Presidente e successivamente appare in Crossing Jordan, CSI: NY ed interpreta Scooter, l'ex fidanzato di Lily in How I Met Your Mother. Nel 2011 è nel cast del film A Very Harold & Kumar Christmas, terzo capitolo della serie di Harold & Kumar. Nel 2009 si diploma in arte culinaria al Le Cordon Bleu College di Pasadena realizzando il suo desiderio di diventare uno chef. Attualmente lavora come chef privato a New York e gestisce una compagnia di catering a Los Angeles. Nel 2014 affianca Jessica Lange, interpretandone il marito, nel finale di stagione della serie antologica American Horror Story: Freak Show, di Ryan Murphy. Nel 2015 è tornato a recitare a Broadway dopo una lunga assenza col il musical It Shoulda Been You, diretto da David Hyde Pierce e interpretato da Tyne Daly e Sierra Boggess.

## Vita privata
Burtka dopo aver avuto una relazione di alcuni anni con il produttore Lane Janger, è legato dall'aprile 2004 al collega Neil Patrick Harris. Proprio la relazione con Burtka è stata la causa del coming out di Harris che nel novembre 2006, sei mesi dopo l'apparizione di Burtka in How I Met Your Mother, ha dichiarato alla rivista People di essere gay, anche per mettere a tacere le voci che lo accusavano di nepotismo e che sostenevano che Burtka avesse ricevuto la parte solo perché sentimentalmente legato alla star della serie.
I due attori sono apparsi per la prima volta in pubblico insieme come coppia alla cerimonia degli Emmy Award del 2007, mentre la prima volta insieme sul palco è del febbraio 2008 ad un evento di beneficenza della comunità LGBT di New York dove si sono esibiti nel duetto Take me or leave me del musical Rent. Il 12 ottobre 2010 sono diventati genitori di due gemelli, Harper Grace e Gideon Scott, nati da madre surrogata. Si sono sposati in Italia il 7 settembre 2014.

## Filmografia

### Cinema
- 24 Nights, regia di Kieran Turner (1999)
- Harold & Kumar - Un Natale da ricordare (A Very Harold & Kumar Christmas), regia di Todd Strauss-Schulson (2011)
- Annie and the Gipsy, regia di Russell Brown (2012)
- Dance-off: Sfida a ritmo di danza (Platinum the Dance Movie), regia di Alex Di Marco (2014)
- Cicada, regia di Matthew Fifer e Kieran Mulcare (2020)

### Televisione
- West Wing - Tutti gli uomini del Presidente (The West Wing) – serie TV, episodio 3x20 (2002)
- Crossing Jordan – serie TV, episodio 5x06 (2005)
- How I Met Your Mother – serie TV, 7 episodi (2006-2014)
- Worldly Possession, regia di Adam B. Stein – film TV (2007)
- CSI: NY – serie TV, episodio 4x05 (2007)
- Neil's Puppet Dreams – serie TV, 7 episodi (2012-2013)
- American Horror Story – serie TV, episodio 4x13 (2014)
- Una serie di sfortunati eventi (A Series of Unfortunate Events) – serie TV, episodi 2x09-2x10 (2018)
- Blacker – serie TV, episodio 1x01 (2018)
- Home Movie: The Princess Bride – miniserie TV, episodio 1x05 (2020)
- Uncoupled – serie TV, episodio 1x06 (2022)

## Doppiatori italiani
Nelle versioni in italiano dei suoi lavori, David Burtka è stato doppiato da:
- Felice Invernici in How I Met Your Mother (st. 1-2, 4-6)
- Luca Sandri in How I Met Your Mother (st. 8-9)
- Giuliano Bonetto in CSI: NY
- Maurizio Merluzzo in Harold & Kumar - Un Natale da ricordare
- Maurizio Fiorentini in Una serie di sfortunati eventi
- Federico Di Pofi in Uncoupled